# Pandelleia pilicauda
Pandelleia pilicauda là một loài ruồi trong họ Tachinidae.